# CCR Metrô Bahia
A CCR Metrô Bahia é uma empresa brasileira de capital fechado de Salvador, capital da Bahia. Detém a concessão pública do Sistema Metroviário de Salvador e Lauro de Freitas por três décadas (até 2043) outorgada pelo Governo do Estado da Bahia. Seu diretor presidente é Luis Valença.
A Metrô Bahia é uma sociedade de propósito específico criada pela Motiva, o qual é composto pelas empresas Andrade Gutierrez, Mover Participações e Soares Penido. As duas primeiras empresas ao lado da Siemens formavam o consórcio Metrosal (Metrô de Salvador), que foi o primeiro responsável pela construção do metrô soteropolitano e foi acusado de superfaturamento pelo Tribunal de Contas da União (TCU).

## História
O sistema metroviário teve seu edital lançado no dia 24 de abril de 2013. Sua retomada e conclusão foram orçados em torno de quatro bilhões de reais, oriundos do governo federal (através do PAC 2), do governo estadual e da concessionária. A licitação foi aberta no formato de parceria público-privada para a concessão por trinta anos (três anos para construção e o resto para a operação), cujo vencedor deve ser o que apresentar o menor preço. No dia 19 de agosto, a Companhia de Participações em Concessões (CPC), da Motiva, foi a única a apresentar uma proposta e ofereceu deságio de 5,05%. Então, a empresa foi constituída em 9 de setembro e o contrato da concessão foi assinado pelas três entidades na manhã de 15 de outubro. Em assembleia geral extraordinária ocorrida em 20 de dezembro de 2013, decidiu-se trocar a denominação da empresa de "Companhia do Metrô de Salvador" por "Companhia do Metrô da Bahia" e sair do endereço na Avenida Tancredo Neves, bairro do Caminho das Árvores, com destino às proximidades das instalações da Estação Pirajá. Em fevereiro de 2014, tinha capital social subscrito no valor de 200 000 000,00 reais.
A atuação da Motiva em Salvador apontou para a expansão do grupo pelo resto do Brasil, antes restrito a São Paulo, Rio de Janeiro e Paraná, como também na área de transporte de passageiros. A Metrô Bahia foi o terceiro negócio do grupo nessa área, na qual o grupo já atuava com as concessionárias ViaQuatro (metroviário) e CCR Barcas (aquaviário). A construção do metrô de Salvador foi destacada, ao lado doutras concessões obtidas, em campanha publicitária dos quinze anos do grupo empresarial, no início de 2014. No meio do mesmo ano, a companhia ingressou como associada na Associação Nacional dos Transportadores de Passageiros sobre Trilhos (ANPTrilhos), a qual abriga quase todos os operadores metroferroviários do país.
Em reunião do conselho de administração no dia 2 de fevereiro de 2015, foi aceita a renúncia do então diretor-presidente Harald Zwetkoff e eleito como novo ocupante do cargo o baiano Luis Valença, que estava na outra linha de metrô operada pela Motiva, a Linha 4–Amarela do Metrô de São Paulo (ViaQuatro). Ele concluirá o mandato do renunciante, que finda em 17 de setembro de 2015.
Em julho de 2015, a companhia iniciou o cadastramento de empresários interessados na locação de 60 espaços para o comércio de produtos e serviços nas dependências das estações. As áreas para instalação de quiosques ou lojas oferecidas variam entre 4 e 15 metros quadrados, em preço de locação, entre 3 e 10 mil reais e contratos com prazos entre três meses e dois anos. Em entrevista em outubro de 2015, o dono da rede baiana de pizzarias Torre de Pizza declarou ter fechado contrato com a CCR Metrô Bahia para instalar nas estações do metrô quiosques de venda de fatias de pizza no modelo de comida rápida, cujas franquias são denominadas Torre de Pizza Express.
No fim de 2015, o Banco Nacional de Desenvolvimento Econômico e Social (BNDES) aprovou crédito de 2 bilhões de reais para a empresa necessário para o prosseguimento das obras, a operação e aquisição do material rodante. Esse empréstimo de longo prazo também quitou um anterior (empréstimo-ponte) de 406 milhões de reais destinado também ao SMSL.
Em setembro de 2016, sediou em sua sede no Complexo de Pirajá a primeira assembleia geral ordinária de 2016 e a 5.ª reunião do Conselho Diretor da ANPTrilhos.
Em comparação entre os anos de 2017 e 2018, a empresa obteve crescimento de quase dois mil por cento no lucro líquido (de 1,931 milhão de reais para 40,292 milhões de reais) e queda de 53% na receita operacional (de 2,159 bilhões de reais para 1,006 bilhão de reais), como efeito da conclusão de obras programadas no contrato de concessão.

## Diretores presidentes
- Harald Peter Zwetkoff (fundação–2 de fevereiro de 2015)[5]
- Luis Augusto Valença de Oliveira (2 de fevereiro de 2015–presente)[5]